# Alpaida bischoffi
Alpaida bischoffi Levi, 1988 è un ragno appartenente alla famiglia Araneidae.

## Etimologia
Il nome della specie è in onore del curatore delle collezioni del MCN di Porto Alegre, N. Bischoff, che ha rinvenuto gli esemplari il 29 settembre 1978

## Caratteristiche
L'olotipo femminile rinvenuto ha dimensioni: cefalotorace lungo 1,5mm, largo 1,1mm; il primo femore misura 1,4mm e la patella e la tibia circa 1,5mm.

## Distribuzione
La specie è stata rinvenuta nel Brasile meridionale: nel territorio del comune di Farroupilha, appartenente allo stato di Rio Grande do Sul.

## Tassonomia
Al 2014 non sono note sottospecie e dal 1988 non sono stati esaminati nuovi esemplari.